# Tomografie
Tomografie znamená v překladu zobrazování v řezech, tedy strukturní zobrazování stavby bez fyzického narušení celku. Zařízení použité pro tomografii je možné formálně nazývat tomograf a výsledný obraz tomogram. Tato metoda je dnes široce používána, např. v lékařství, archeologii, biologii, geofyzice a mnoha dalších vědách. Je založena na matematické metodě zvané tomografická rekonstrukce. Existuje velká řada různých aplikací tomografie, např.:
- rentgenová tomografie
- výpočetní tomografie (CT – Computed Tomography)

- magnetická rezonance
- optická koherentní tomografie
- pozitronová emisní tomografie
- seismická tomografie
- ultrazvuková tomografie
- jednofotonová emisní tomografie